# Валюта Евразийского экономического союза

Территория стран ЕАЭС на 2015 год

Валюта Евразийского экономического союза — гипотетическая денежная единица Евразийского экономического союза (ЕАЭС) Белоруссии, Казахстана, России, Армении и Кыргызстана. Намерение образовать валютный союз в рамках ЕАЭС присутствовало в проекте декларации о евразийской экономической интеграции с пометкой «предложение российской стороны, казахстанская сторона против». В окончательном тексте декларации, подписанном президентами трёх стран 18 ноября 2011 года, в качестве одной из целей их интеграции указывается лишь «углубление сотрудничества в валютной сфере». Во время пресс-конференции после подписания декларации президент Казахстана Нурсултан Назарбаев пояснил, что речь пока идёт о расширении использования национальных валют во взаимной торговле трёх стран с возможным в перспективе «выходом на какую-то единицу в смысле валюты, а потом и на валюту». В мае 2012 года председатель Национального банка Казахстана Григорий Марченко высказал мнение, что введение единой валюты возможно через 10—12 лет, то есть в 2022—2024 годах, «если уже сейчас начать делать для этого правильные шаги».
Первый Президент Казахстана Нурсултан Назарбаев (16 декабря 1991 г. — 20 марта 2019 г.) заявил, что ни одна валюта стран — участниц ЕАЭС не годится на роль единой валюты союза. Позже Лукашенко согласился с Назарбаевым, заявив, что будет добиваться введения в ЕАЭС некоего «нового евро».
Эксперты полагали, что детальное обсуждение единой валюты должно было начаться ближе к 2015 году.
В апреле 2014 года обсуждение планов введения единой валюты возобновилось. В частности, было обозначено введение единой валюты «не позднее 2025 года» с рабочим названием «алтын» или «евраз».
В марте 2015 года Президент России Владимир Путин поручил ЦБ РФ и правительству до 1 сентября определить целесообразность создания валютного союза ЕАЭС. По мнению некоторых аналитиков, внешнеполитическая ситуация, вероятно, повлияла на экономические решения, и президент России решил ускорить данный процесс.
В апреле 2015 года вице-министр национальной экономики Казахстана Тимур Жаксылыков заявил, что Казахстан исключает введение единой наднациональной валюты в рамках ЕАЭС. При этом до 2025 года страны — участницы ЕАЭС намерены произвести только гармонизацию законодательства в области регулирования финансовых рынков. Пресс-секретарь президента Казахстана Даурен Абаев, отвечая на вопрос журналиста ИА Казинформ «Как Вы можете прокомментировать слова Председателя Комитета Госдумы РФ по делам СНГ Леонида Слуцкого о том, что в настоящее время ведётся работа над созданием единой расчётной единицы для стран ЕАЭС?», ответил: «Сегодня создание расчётной единицы и единой валюты ЕАЭС на повестке дня не стоит. Этот вопрос не обсуждается ни на одном из уровней интеграционного объединения».
Первый вице-премьер Кыргызстана Аалы Карашев 8 апреля 2016 года заявил о необходимости вернуться к рассмотрению вопроса о введении единой валюты в Евразийском экономическом союзе (ЕАЭС). Позицию первого вице-премьера Кыргызстана поддержал депутат парламента Армении Грант Багратян. «Вопрос валюты стоит очень остро и я не думаю, что он может терпеть до 2025 года, считаю, что нерешённость этого вопроса может стать серьёзным препятствием для роста экономики стран — участниц ЕАЭС».

## Перспективы создания единой валюты
По данным ЕАЭС, лишь половина платежей внутри союза осуществляется в национальных валютах. В торговле между ЕАЭС и Китаем этот показатель и вовсе составляет лишь 15 %. На доллар приходится порядка 19 % расчетов, на евро — порядка 7 %. Евразийской экономической комиссией проводится постоянная работа, направленная на изучение перспектив и возможных путей увеличения доли национальных валют во взаимных расчетах. Эксперты просчитывают риски возможных барьеров и оценки потенциальных издержек перехода во взаиморасчетах с доллара и евро на национальные валюты. Кроме того, при Банке России создан Экспертный совет по расчетам в национальных валютах.
Целесообразность и возможность создания в перспективе валютного союза как одного из дальнейших направлений интеграции прорабатывалась в Российской Федерации на экспертном уровне. Принятию решения о создании валютного союза, которое может быть реализовано только на основе консенсуса всех государств — членов ЕАЭС, будет предшествовать значительная экспертно-аналитическая проработка этого вопроса с привлечением представителей научного, предпринимательского, финансового сообществ с учетом всех возможных моделей создания валютного союза.
Россия и Китай создали собственные платежные системы и систему электронного обмена информацией между банками, однако экономические субъекты не спешат пользоваться этой инфраструктурой и предпочитают проводить расчеты в валюте.

## Внедрение
В апреле 2014 года на обсуждении планов  Евразийского экономического союза (ЕАЭС) было обозначено введение единой валюты ЕАЭС «не позднее 2025 года» с рабочим названием  «алтын» как гипотетической денежной единицы союза.